# Haunt the House: Terrortown
Haunt the House: Terrortown es un videojuego de acción y rompecabezas de desplazamiento lateral desarrollado por SFB Games. El juego se lanzó para PlayStation Vita el 9 de enero de 2013, para Microsoft Windows y OS X el 6 de junio de 2014 y para Android e iOS el 30 de octubre de 2014.

## Jugabilidad
El juego comienza en un pueblo abandonado donde vive un fantasma hasta que la gente comienza a mudarse al pueblo, perturbando su sueño. Intenta asustar a todos fuera de la ciudad para descansar en paz una vez más. El jugador puede mover el fantasma por un edificio y poseer objetos para asustar a la gente. Cuanta más gente asuste, más poderes paranormales obtendrá. El objetivo del juego es asustar a todos para que salgan de un edificio; sin embargo, si una persona tiene demasiado miedo, puede suicidarse arrojándose por una ventana. Una vez que un edificio está vacío, el jugador pasa al siguiente edificio. Después de que todos huyen del miedo del lugar, se muestra que el fantasma está en una pintura con lo que parece ser su familia.
Al asustar a la gente, el jugador puede elevar el horror en la "atmósfera" de la habitación, lo que desbloquea nuevas acciones para los objetos que pueden ser poseídos. Algunas acciones se pueden usar para matar a ciertos personajes que no pueden tener miedo, y se convertirán en un fantasma que viaja de regreso a la torre del reloj. También aparecerán en el cuadro de la torre.

## Recepción
Haunt the House: Terrortown recibió críticas "mixtas o promedio", según el agregador de reseñas Metacritic, en el que las versiones de PlayStation Vita e iOS tienen una puntuación de reseña agregada de 73/100, según cuatro reseñas cada una. En representación de Eurogamer, Christian Donlan le dio al juego una puntuación de 8/10, diciendo "Crueldad emocional, suicidio, bombardinos embrujados: hay un corazón sorprendentemente oscuro latiendo dentro de este pequeño y alegre especial de Halloween. También hay una genuina sensación de travesura, transmitida por los aullidos de ojos saltones de tu presa y los tonos rítmicos y en bucle de la banda sonora del club de jazz".